# DAF 600
DAF 600 är en nederländsk personbil i småbilsklassen, tillverkad av DAF 1958–1963.

## Historik
DAF 600 lanserades som årsmodell 1959 och var den första småbilen med automatlåda.
Hubert van Doorne (grundare av DAF) var länge fascinerad av tanken på att ta fram en liten och lättkörd folkbil med enkel kraftöverföring. Konventionella automatlådor vid samma tid var för stora, tunga och energikrävande för kunna att monteras och användas i en liten bil. Inspirerad av de remdrivna redskapen i fabriken tog man fram Variomatic, en helautomatisk, steglös växellåda vars enda komponenter var fyra variatorer, två remmar och vakuumslangar som hämtade vakuum från motorn. Variatorerna bestod av två primärvariatorer och två sekundärvariatorer som drev båda bakhjulen med varsin rem. Växellådan monterades bak i bilen dels för att förbättra viktfördelningen och dels för att den inte fick plats vid motorn i motorutrymmet. Bakhjulen var individuellt upphängda med en pendelaxel med skruvfjädrar och differentialväxel saknades. Genom att remmarna var individuellt kopplade till respektive bakhjul kunde utväxlingen mellan hjulen ändå variera vid kurvtagning. Motorn var en tvåcylindrig luftkyld boxermotor på 590 kubikcentimeters slagvolym, som utvecklade 22 hk vid 4000 varv/minut.
Växelväljaren hade tre lägen, framåt, neutral och back. Framåtläget lades i genom att föra spaken just framåt och backen bakåt.
Bilen var tack vare av sin enkelhet mycket lättkörd och blev väldigt populär, främst bland äldre och rörelsehindrade personer.
1961 kompletterades DAF 600 med den starkare DAF 750.